# Agustín de Iturriaga
Agustín de Iturriaga y Aguirre (Azpeitia, Guipúzcoa, España; 1703-Cabo Sicié, cerca de Tolón; 1744) capitán de navío de la Armada Española. Al mando del navío Constante, murió en el combate de cabo Sicié, en 1744.

## Reseña biográfica
Nació en Azpeitia municipio de la provincia de Guipúzcoa, País Vasco (España) en 1703 hijo de José Iturriaga y Jacinta Aguirre, y hermano de José de Iturriaga. Sentó plaza de guardia marina en Cádiz en 7 de febrero de 1718, al mismo tiempo que su hermano José de Iturriaga, quien participó en la Expedición de Límites (1750-1767). 
Entre el año de 1721 y 1727 se desempeña prestando servicio en varios navíos españoles entre ellos el navío Conquistador (1721) donde realizaciones por el Mediterráneo; durante este mismo año embarca en los navíos Nuestra Señora del Carmen y el Academia. Posteriormente en 1726 embarca en la fragata Rubí donde asciende a alférez y realiza travesía por la América Septentrional. 
Asciende a teniente en 1727 y pasa formar parte de la tercera compañía del primer batallón de marina, embarcando en la fragata Neptuno al mando del capitán Andrés de Dufoce. Al siguiente año, el 14 de diciembre es promovido a teniente de fragata y en 1729 es promovido a teniente de navío y capitán de la segunda compañía del 6.º batallón de Marina.   
Para el año 1730 embarca en el navío Santa Ana y, posteriormente, en septiembre de ese mismo año asume el mando de la fragata Atocha. Posteriormente entre 1731 y 1735 se desempeña como capitán de varios buques entre ellos el navío Andalucía, el navío San Felipe, la fragata Javiera, el navío Hércules, el navío Príncipe de Asturias, la fragata Incendio y el navío Conquistador. 
Par 1736 retorna a España, enfermo, permaneciendo de licencia hasta 1738 cuando retorna al servicio activo tomando el mando del navío América. El 28 de agosto de 1740 es promovido a Capitán de Navío y pasa a mandar el navío Constante. Con dicho navío sale de Tolón el 20 de febrero de 1744 hallando la muerte en el combate de cabo Sicié que sostuvo contra la flota inglesa que dirigía Thomas Mathews.